# РД-500

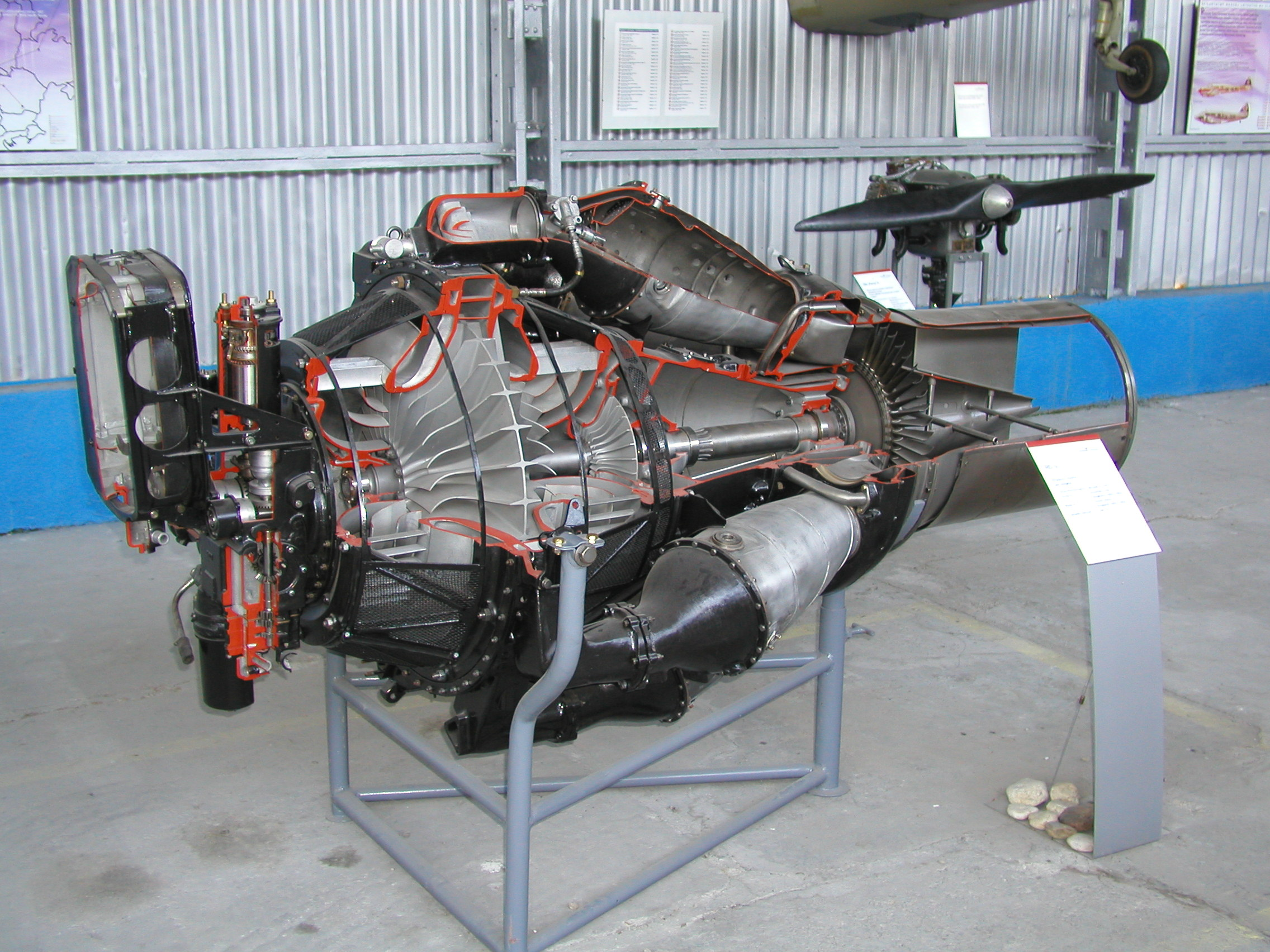

РД-500 — авиационный турбореактивный двигатель, копия английского Rolls-Royce Derwent V (англ). Работы велись на заводе № 500 совместно с ОКБ-117, под руководством В. М. Яковлева.

## Производство
Серийное производство осуществлялось на заводах (ныне - ОАО ММП им. В. В. Чернышёва) и Казанском моторном заводе № 16 (ныне - КМПО) с 1948 г. и на Запорожском моторном заводе № 29 (ныне — ОАО «Мотор Сич») с 1956 г. Было изготовлено около 1300 двигателей.

## Эксплуатация
РД-500 устанавливался на серийных самолётах Ла-15, Як-23 и опытных самолётах — Су-13, Як-1000, Як-25, Як-30 (1948), Ту-12, Ла-174ТК, Ла-174, Ла-180, крылатой ракете КС-1 «Комета».
На Як-25 с РД-500 достигнута рекордная для СССР скорость полёта у земли — 875 км/ч, а на Ла-174 — 1040 км/ч на высоте 3000 м.

## Конструкция
РД-500 представлял собой одновальный ТРД с одноступенчатым центробежным двухсторонним компрессором, одноступенчатой турбиной и девятью индивидуальными камерами сгорания.
Характеристики
- Масса — 567 кг.
- Длина — 2248 мм.
- Ширина — 1042 мм.
- Мощность взлётная — 1529 кгс.
- Топливо — керосин Т1
- Ресурс — 100 ч.

## Модификации
РД-500К — малоресурсный двигатель для ракеты КС-1 Комета. Этот вариант двигателя кроме КМПО производился с конца 1950-х годов в Китае.